# Absolom 2022
Pour les articles homonymes, voir No Escape.
Pour plus de détails, voir Fiche technique et Distribution.
Absolom 2022 (No Escape) est un film américain réalisé par Martin Campbell et sorti en 1994. Il s'agit d'une adaptation du roman The Penal Colony (1987) de Richard Herley.

## Synopsis
En 2022, les prisons sont désormais gérées par des sociétés privées. Les criminels sont désormais source de profits car l'affaire est très lucrative. John Robbins, ancien héros de guerre du corps des Marines, est condamné à la perpétuité pour avoir sommairement abattu son officier supérieur lors d'une mission à Benghazi. Comme d'autres détenus, John est envoyé dans les quartiers de haute sécurité d'une prison de niveau 6, Leviticus, où règne en maître un directeur impitoyable, Warden. Ce dernier remarque les états de services de John. Mais le nouveau détenu lui tient tête. Pour le punir, Warden l'envoie immédiatement sur Absolom, une île-prison spécialement réservée aux récalcitrants et reculée du monde. L'île ne connaît qu'une seule règle : s'évader est interdit. Pour le reste, elle ne connaît pas d'autres lois que celle de la jungle. John y croise notamment Marek et ses sbires, les « Outsiders ». Il rencontre aussi Père, qui a créé une communauté pacifique sur l'île mais dont les membres sont bien moins nombreux que la bande de Marek. John va se lier avec le jeune Casey.

## Fiche technique
Sauf indication contraire, les informations mentionnées dans cette section peuvent être confirmées par la base de données cinématographiques IMDb,  présente dans la section « Liens externes ».
- Titre francophone : Absolom 2022
- Titre original : No Escape
- Réalisation : Martin Campbell
- Scénario : Michael Gaylin et Joel Gross, d'après le roman The Penal Colony de Richard Herley
- Musique : Graeme Revell
- Décors : Allan Cameron
- Photographie : Phil Meheux
- Montage : Terry Rawlings
- Budget : 20 millions de dollars
- Pays d'origine :  États-Unis
- Production : Gale Anne Hurd, James Eastep et Michael R. Joyce
- Société de production : Columbia Pictures
- Format : couleur - 2,35:1 - Dolby Digital - 35 mm
- Genre :  science-fiction et action
- Durée : 118 minutes
- Dates de sortie :
  - États-Unis : 29 avril 1994
  - France : 20 juillet 1994
- Classification[1] :
  - États-Unis : R
  - France : interdit aux moins de 12 ans

## Distribution
Légende : VF = Version Française et VQ = Version Québécoise
- Ray Liotta (VF : Thierry Wermuth et VQ : Alain Zouvi) : John Robbins
- Lance Henriksen (VF : Marc de Georgi et VQ : Vincent Davy) : Le Père
- Stuart Wilson (VF : Jacques Frantz et VQ : Ronald France) : Marek
- Kevin Dillon (VF : Serge Faliu et VQ : Antoine Durand) : Casey
- Kevin J. O'Connor (VF : Bruno Dubernat et VQ : Jean-Luc Montminy) : Stephano
- Don Henderson (VF : Jacques Dynam) : Killian
- Ian McNeice (VF : Jean-Loup Horwitz et VQ : André Montmorency) : King
- Jack Shepherd (en) (VF : Jean-Pierre Leroux) : Dysart
- Michael Lerner (VF : Jacques Richard) : Warden
- Ernie Hudson (VF : Jean-Louis Faure et VQ : Hubert Gagnon) : Hawkins
- Russell Kiefel (en) (VF : Christian Pelissier) : Iceman
- Brian M. Logan : Scab
- Cheuk-Fai Chan : Skull
- Machs Colombani : Ratman
- David Argue (VF : Hervé Jolly) : Codétenu

## Production
Le tournage a lieu en Australie, notamment en Nouvelle-Galles du Sud (Sydney, extrême nord, Videopack Studios, ...) et dans le Queensland (Gold Coast, Village Roadshow Studios, ...). Quelques plans aériens sont faits à Hawaï.

## Accueil
Sur l’agrégateur de critiques Rotten Tomatoes, il obtient 60% d'avis favorables pour 20 critiques et une note moyenne de 5,3⁄10.
Côté box-office, le film totalise 444 430 entrées en France. Sur le sol américain, il génère 15 339 030 $

## Distinction
Le film n'obtient qu'une seule distinction : une nomination au prix du meilleur film de science-fiction lors des Saturn Awards 1995.

## Commentaires
(novembre 2022).
- Si vous ne connaissez pas le sujet, laissez ce bandeau (vous pouvez alors contacter les auteurs).
- Si vous supprimez le contenu mis en cause (vous pouvez préalablement contacter les auteurs),

argumentez précisément cette suppression dans la page de discussion
(un manque de référence n'est pas un argument ; une recherche réelle de référence doit avoir été effectuée, être formellement documentée).
Cette île-prison, gérée par une société privée, est surveillée via les images infrarouges d'un satellite, et des hélicoptères de combat patrouillent au-dessus de l'océan pour mettre un terme définitif à toute tentative d'évasion. Le directeur en a fait son terrain de jeux, et se prend pour Dieu-Le-Père : alors que deux tribus ennemies se sont formées parmi les hommes vivant sur l'île, il prend un malin plaisir à faire déposer par hélicoptère de la nourriture dans des endroits isolés, de sorte que celles-ci se combattent pour la récupérer.
Les deux tribus sont des illustrations du combat éternel du bien contre le mal, mais aussi de l'opposition entre « loi du plus fort » et « loi du bien commun ». Marek, chef de la tribu des Extérieurs est le leader sans pitié d'un groupe d'ultra violents, à l'univers proche de celui de Mad Max ; tandis que « Le Père » n'est que le guide spirituel des Intérieurs, et sa communauté tente de s'organiser pour le bien de tout un chacun.
Le héros du film, Robbins, est un ancien militaire. Il a été condamné pour avoir abattu un supérieur, et sa formation l'a rendu plus proche de la machine à tuer que du saint catholique. Mais il est déchiré entre le bien et le mal : ses nuits sont toujours hantées par les visions d'un massacre de civils, commis par son unité. En exécutant sommairement son supérieur, coupable à ses yeux d'avoir ordonné un crime de guerre, il n'a fait que rendre lui-même la justice, mais cela ne lui a pas permis de retrouver la paix intérieure.
Arrivant avec une volonté farouche de s'évader, Robbins ne sera pas le premier du genre : nombreux sont les habitants de l'île qui l'ont payé de leur vie. Il devra composer avec les deux camps, et bousculer les habitudes établies pour tenter d'arriver à ses fins, c'est-à-dire dénoncer tout à la fois un crime de guerre dissimulé par la hiérarchie, et la situation totalement illégale et scandaleuse de cette île-prison.
En dehors de Mad Max, on peut faire un parallèle avec deux autres films, Battle Royale pour le lieu de l'action, une île ultra surveillée, Waterworld pour l'apparence du « village ».
Ce film se rapproche également de deux films similaires de John Carpenter : New York 1997 et Los Angeles 2013 dont l'action se déroule dans des "îles prisons" où le héros doit survivre.

## Autour du film
Les hélicoptères de combats utilisés dans le film ne sont pas des hélicoptères de combats américains mais des Kamov Ka-27 russes.